# Sistem klasifikacije eksploziva
Matrica sistema klasifikacije otpremanja eksploziva Ujedinjenih nacija i primeri tipičnih materijala. Svaka klasifikacija se sastoji od broja podklase koji ukazuje na vrstu opasnosti i sufiksa grupe kompatibilnosti koji opisuje koji tipovi proizvoda mogu da žive u istim sredstvima zaštite. 

## Klase
|                                                               | A Primarna eksplozivna supstanca      | B Artikal, primarni eksploziv, bez dva zaštitna obeležja | C Propelant                            | D Artikal, sekundarni eksploziv ili primarni eksploziv sa dve zaštitne karakteristike     | E Artikal sa sekundarnim eksplozivom, ne samoinicijativnim, sa pogonskim punjenjem | F Artikal sa sekundarnim eksplozivom, samoinicijativni | G Pirotehnika                                | H Sadrži beli fosfor          | J Sadrži zapaljivu tečnost ili gel                               | K Sadrži toksičnu supstancu | L Predstavlja poseban rizik koji zahteva izolaciju | N Izuzetno neosetljiv | S Spakovano da ne ometa obližnje vatrogasce                                   |
| ------------------------------------------------------------- | ------------------------------------- | -------------------------------------------------------- | -------------------------------------- | ----------------------------------------------------------------------------------------- | ---------------------------------------------------------------------------------- | ------------------------------------------------------ | -------------------------------------------- | ----------------------------- | ---------------------------------------------------------------- | --------------------------- | -------------------------------------------------- | --------------------- | ----------------------------------------------------------------------------- |
| 1.1 Moguća masovna eksplozija                                 | 1.1A Živin fulminat, olovni azid itd. | 1.1B Kape za miniranje                                   | 1.1C Raketni motor, bezdimni barut     | 1.1D Detonirajući štapin, pojačivač eksploziva, crni barut, većina sekundarnih eksploziva | 1.1E                                                                               | 1.1F                                                   | 1.1G Blic prah, veoma veliki vatromet        |                               | 1.1J Krstareće rakete i torpeda na tečno gorivo, zapaljive bombe |                             |                                                    |                       |                                                                               |
| 1.2 Projekcija, ali ne i masovna eksplozija                   |                                       | 1.2B Detonirajući upaljač                                | 1.2C Raketni motori, pogonska punjenja | 1.2D Ručne bombe, oblikovana punjenja                                                     | 1.2E Rakete sa eksplozivnim punjenjem                                              |                                                        | 1.2G Veliki vatromet, vežbovne granate       | 1.2H Granate od belog fosfora |                                                                  | 1.2K Hemijske ljuske        | 1.2L Hipergolični raketni motori                   |                       |                                                                               |
| 1.3 Vatra, manja eksplozija                                   |                                       |                                                          | 1.3C Bezdimni prah, raketni motori     |                                                                                           |                                                                                    | 1.3F Rastopljene ručne bombe                           | 1.3G Prikaži vatromet, dimne granate, rakete | 1.3H                          |                                                                  |                             | 1.3L Hipergolični raketni motori                   |                       |                                                                               |
| 1.4 Manja opasnost od eksplozije.                             |                                       | 1.4B Detonacione kape                                    | 1.4C Modeli raketnih motora            | 1.4D Detonacione kape                                                                     |                                                                                    |                                                        | 1.4G Potrošački vatromet, Prokimate Piro     |                               |                                                                  |                             |                                                    |                       | 1.4S Proksimativni piro, kape za miniranje, municija za malokalibarsko oružje |
| 1.5 Sredstvo za miniranje, veoma neosetljivo                  |                                       |                                                          |                                        | 1.5D Agensi za miniranje                                                                  |                                                                                    |                                                        |                                              |                               |                                                                  |                             |                                                    |                       |                                                                               |
| 1.6 Eksplozivi, izuzetno neosetljivi, bez masovnih eksplozija |                                       |                                                          |                                        |                                                                                           |                                                                                    |                                                        |                                              |                               |                                                                  |                             |                                                    | 1.6N                  |                                                                               |

## Grupe kompatibilnosti
| Grupe kompatibilnosti | Može se isporučiti sa:          |
| --------------------- | ------------------------------- |
| A                     | A                               |
| B                     | B, S                            |
| C                     | C, D, E, N, S                   |
| D                     | C, D, E, N, S                   |
| E                     | C, D, E, N, S                   |
| F                     | F, S                            |
| G                     | G, S                            |
| H                     | H, S                            |
| J                     | J, S                            |
| K                     | K, S                            |
| L                     | L                               |
| N                     | C, D, E, N, S                   |
| S                     | B, C, D, E, F, G, H, J, K, N, S |

## Spoljašnje veze
- INTERNATIONAL AMMUNITION TECHNICAL GUIDELINE (IATG) 01.50, UN explosive hazard classification system and codes, Second edition, 2015-02-01
- Transport Canada, Transportation of Dangerous Goods Regulations
- Transport Canada, Statutory Instruments (Regulations) SOR/2008-34
- Australian Code for the Transport of Explosives by Road or Rail - Third Edition